# 平知親
平 知親（たいら の ともちか、生没年不詳）は、平安時代の武士。壱岐守。父は平知通。子に平知康。従六位下。

## 略歴
北面の武士として後白河天皇に仕える。源頼朝挙兵時の処罰対象として、子の知康と共に記録がある。 『玉葉』には、知親とあるが、朝親、朝高や朝忠と記される資料もある。

## 系譜
- 父：平知通
- 母：不詳
- 妻：不詳
  - 男子：平知康